# Nås
Nås is een plaats in de gemeente Vansbro in het landschap Dalarna en de provincie Dalarnas län in Zweden. De plaats heeft 455 inwoners (2005) en een oppervlakte van 172 hectare. De rivier de Västerdalälven stroomt door de plaats.

## Verkeer en vervoer
Bij de plaats loopt de E16/Riksväg 66.
De plaats heeft een station aan de spoorlijn Repbäcken - Särna.